# Geranium nepalense
Geranium nepalense är en näveväxtart som beskrevs av Robert Sweet. Geranium nepalense ingår i släktet nävor, och familjen näveväxter. Inga underarter finns listade i Catalogue of Life.